# محمدتقی صدر
 محمدتقی صدر (۱۳۱۲ – ۱۳۹۷) عضو بازنشسته هیئت علمی دانشگاه تهران در رشته ریاضیات است.
محمدتقی صدر در سال ۱۳۱۲ در سبزوار به دنیا آمد. پس از تحصیلات دبیرستانی در دارالفنون تهران وارد دانشگاه تهران شد و از دانشکده علوم در رشته ریاضی فارغ التحصیل شد. سپس به دانشگاه پاریس رفت و در آنجا در سال ۱۹۶۷ موفق به دریافت دکترای ریاضیات با عنوان Structures topogènes dans une catégorïe زیر نظر پروفسور شارل ارسمان گردید.

از آن پس صدر علاوه بر عضویت در هیئت علمی دانشکده علوم دانشگاه تهران و عضویت در شورای برنامه‌ریزی و تألیف کتب ریاضیات آموزش و پرورش رسمی ایران در مقاطع مختلف، سابقه تدریس در دانشگاه‌های متعددی از جمله دانشگاه داکوتای شمالی در آمریکا

و دانشگاه ساوتهمپتون انگلستان دارد. وی پس از بیش از ۴۰ سال خدمت در دانشگاه تهران رسما بازنشسته شده و در سال ۲۰۰۵ میلادی به تألیف مقالاتی راجع به خواجه نصیرالدین طوسی مشغول بوده‌است.
صدر پس از چند سال مبارزه با بیماری پارکینسون، در فروردین ۱۳۹۷ در تهران درگذشت.